# Іліас Атмацідіс
Іліас Атмацідіс (грец. Ηλίας Ατματσίδης, нар. 24 квітня 1969, Козані) — грецький футболіст, що грав на позиції воротаря.
Виступав, зокрема, за клуби АЕК та ПАОК, а також національну збірну Греції.
Дворазовий чемпіон Греції. П'ятириразовий володар Суперкубка Греції. Володар Суперкубка Греції. 

## Клубна кар'єра
У дорослому футболі дебютував 1988 року виступами за команду клубу «Верія», в якій провів чотири сезони, взявши участь у 100 матчах чемпіонату. 
Своєю грою за цю команду привернув увагу представників тренерського штабу клубу АЕК, до складу якого приєднався 1992 року. Відіграв за афінський клуб наступні десять сезонів своєї ігрової кар'єри. Більшість часу, проведеного у складі клубу АЕК, був основним голкіпером команди. За цей час двічі виборював титул чемпіона Греції.
2002 року перейшов до клубу ПАОК, за який відіграв 3 сезони.  Завершив професійну кар'єру футболіста виступами за команду ПАОК у 2005 році.

## Виступи за збірну
1994 року дебютував в офіційних матчах у складі національної збірної Греції. Протягом кар'єри у національній команді, яка тривала 6 років, провів у формі головної команди країни 47 матчів.
У складі збірної був учасником чемпіонату світу 1994 року у США, на якому відіграв у матчі проти збірної Болгарії, в якому пропустив чотири голи, на які його партнери по команді не змогли відповісти жодним.

## Титули і досягнення
- Чемпіон Греції (2):

АЕК:  1992-93, 1993-94
- Володар Кубку Греції (5):

АЕК:  1995-96, 1996-97, 1999-2000, 2001-02
ПАОК:  2002-03
- Володар Суперкубка Греції (1):

АЕК:  1996